# Knautia kitaibelii
Knautia kitaibelii är en tvåhjärtbladig växtart. Knautia kitaibelii ingår i släktet åkerväddar, och familjen Dipsacaceae.

## Underarter
Arten delas in i följande underarter:
- K. k. alpigena
- K. k. kitaibelii
- K. k. tomentella